# Nuoto ai campionati europei di nuoto 2024 - 100 metri stile libero femminili
La gara degli 100 metri stile libero femminili dei campionati europei di nuoto 2024 si è svolta il 17 e il 18 giugno 2024 presso il Centro Sportivo Milan Gale Muškatirović di Belgrado.

## Podio
| Pos.    | Atleta            | Nazione   |
| ------- | ----------------- | --------- |
| Oro     | Barbora Seemanová | Rep. Ceca |
| Argento | Barbora Janickova | Rep. Ceca |
| Bronzo  | Nikolett Pádár    | Ungheria  |

## Record
Prima della manifestazione il record del mondo (RM) e il record dei campionati (RC) erano i seguenti.
|  | 51"71 | Sarah Sjöström | 23 luglio 2017 Budapest |
|  | 51"71 | Sarah Sjöström | 23 luglio 2017 Budapest |
|  | 52"67 | Sarah Sjöström | 20 agosto 2014 Berlino  |

Durante la competizione non sono stati migliorati record.

## Programma
| Data           | Ora   | Turno      |
| -------------- | ----- | ---------- |
| 17 giugno 2024 | 9:42  | Batterie   |
| 17 giugno 2024 | 18:37 | Semifinali |
| 18 giugno 2024 | 18:42 | Finale     |

## Risultati

### Batterie
| Pos. | Batteria | Corsia | Atleta                      | Nazionalità          | Tempo   | Note |
| ---- | -------- | ------ | --------------------------- | -------------------- | ------- | ---- |
| 1    | 5        | 4      | Barbora Seemanová           | Rep. Ceca            | 54"04   | Q    |
| 2    | 5        | 3      | Barbora Janickova           | Rep. Ceca            | 54"55   | Q    |
| 3    | 5        | 5      | Nikolett Pádár              | Ungheria             | 54"85   | Q    |
| 4    | 3        | 5      | Kalia Antoniou              | Cipro                | 54"88   | Q    |
| 5    | 3        | 4      | Kornelia Fiedkiewicz        | Polonia              | 55"00   | Q    |
| 6    | 4        | 6      | Nina Jazy                   | Germania             | 55"04   | Q    |
| 7    | 5        | 2      | Minna Ábrahám               | Ungheria             | 55"04   | Q    |
| 8    | 4        | 5      | Petra Senánszky             | Ungheria             | 55"05   |      |
| 9    | 5        | 6      | Panna Ugrai                 | Ungheria             | 55"14   |      |
| 10   | 4        | 2      | Andrea Murez                | Israele              | 55"28   | Q    |
| 11   | 3        | 2      | Lena Kreundl                | Austria              | 55"41   | Q    |
| 12   | 4        | 3      | Elisabeth Sabroe Ebbesen    | Danimarca            | 55"43   | Q    |
| 13   | 4        | 4      | Signe Bro                   | Danimarca            | 55"52   | Q    |
| 14   | 3        | 1      | Aleksa Gold                 | Estonia              | 55"58   | Q    |
| 15   | 4        | 1      | Iris Julia Berger           | Austria              | 55"61   | Q    |
| 16   | 3        | 3      | Zuzanna Famulok             | Polonia              | 55"65   | Q    |
| 17   | 5        | 7      | Teresa Ivan                 | Slovacchia           | 55"83   | Q    |
| 18   | 3        | 6      | Daria Golovati              | Israele              | 55"87   | Q    |
| 19   | 5        | 1      | Katarina Milutinović        | Serbia               | 55"98   |      |
| 20   | 4        | 7      | Julia Maik                  | Polonia              | 56"18   |      |
| 21   | 5        | 8      | Hanna Bergman               | Svezia               | 56"31   |      |
| 22   | 4        | 8      | Elvira Mörtstrand           | Svezia               | 56"42   |      |
| 23   | 2        | 3      | Diana Petkova               | Bulgaria             | 56"52   |      |
| 24   | 3        | 8      | Cornelia Pammer             | Austria              | 56"56   |      |
| 25   | 5        | 0      | Fanny Teijonsalo            | Finlandia            | 56"63   |      |
| 26   | 3        | 7      | Aleksandra Polańska         | Polonia              | 56"69   |      |
| 27   | 2        | 4      | Tjaša Pintar                | Slovenia             | 56"88   |      |
| 28   | 3        | 0      | Marijana Jelic              | Austria              | 56"98   |      |
| 29   | 4        | 9      | Jóhanna Elín Guðmundsdóttir | Islanda              | 57"13   |      |
| 30   | 4        | 0      | Anna Hadjiloizou            | Cipro                | 57"14   |      |
| 31   | 5        | 9      | Mina Kaljević               | Serbia               | 57"74   |      |
| 32   | 3        | 9      | Jana Marković               | Serbia               | 58"07   |      |
| 33   | 2        | 5      | Hana Sekuti                 | Slovenia             | 58"09   |      |
| 34   | 2        | 7      | Iman Avdić                  | Bosnia ed Erzegovina | 58"14   |      |
| 35   | 2        | 2      | Mia Blaževska Eminova       | Macedonia del Nord   | 58"29   |      |
| 36   | 2        | 6      | Aliisa Soini                | Finlandia            | 58"34   |      |
| 37   | 2        | 1      | Ani Poghosyan               | Armenia              | 58"48   |      |
| 38   | 1        | 4      | Fatima Alkaramova           | Azerbaigian          | 58"70   |      |
| 39   | 2        | 8      | Mariam Sheikhalizadeh       | Azerbaigian          | 58"74   |      |
| 40   | 2        | 0      | Ilaria Ceccaroni            | San Marino           | 59"54   |      |
| 41   | 1        | 5      | Jovana Kuljaca              | Montenegro           | 1'00"69 |      |
| 42   | 1        | 3      | Arla Dyrmishi               | Albania              | 1'02"96 |      |

### Semifinali
| Pos. | Batteria | Corsia | Atleta                   | Nazionalità | Tempo | Note |
| ---- | -------- | ------ | ------------------------ | ----------- | ----- | ---- |
| 1    | 2        | 4      | Barbora Seemanová        | Rep. Ceca   | 53"95 | Q    |
| 2    | 2        | 5      | Nikolett Pádár           | Ungheria    | 54"17 | Q    |
| 3    | 1        | 4      | Barbora Janickova        | Rep. Ceca   | 54"32 | Q    |
| 4    | 1        | 5      | Kalia Antoniou           | Cipro       | 54"39 | Q    |
| 5    | 2        | 3      | Kornelia Fiedkiewicz     | Polonia     | 54"50 | Q    |
| 6    | 2        | 2      | Lena Kreundl             | Austria     | 54"81 | Q    |
| 7    | 1        | 6      | Andrea Murez             | Israele     | 54"90 | Q    |
| 7    | 2        | 6      | Minna Ábrahám            | Ungheria    | 54"90 | Q    |
| 9    | 2        | 7      | Signe Bro                | Danimarca   | 55"08 |      |
| 10   | 1        | 7      | Aleksa Gold              | Estonia     | 55"18 |      |
| 10   | 2        | 8      | Teresa Ivan              | Slovacchia  | 55"18 |      |
| 12   | 1        | 3      | Nina Jazy                | Germania    | 55"37 |      |
| 13   | 1        | 1      | Zuzanna Famulok          | Polonia     | 55"41 |      |
| 14   | 1        | 8      | Daria Golovati           | Israele     | 55"51 |      |
| 14   | 1        | 2      | Elisabeth Sabroe Ebbesen | Danimarca   | 55"53 |      |
| 16   | 2        | 1      | Iris Julia Berger        | Austria     | 55"78 |      |

### Finale
| Pos.    | Corsia | Atleta               | Nazionalità | Tempo | Note |
| ------- | ------ | -------------------- | ----------- | ----- | ---- |
| Oro     | 4      | Barbora Seemanová    | Rep. Ceca   | 53"50 |      |
| Argento | 3      | Barbora Janickova    | Rep. Ceca   | 54"17 |      |
| Bronzo  | 5      | Nikolett Pádár       | Ungheria    | 54"22 |      |
| 4       | 6      | Kalia Antoniou       | Cipro       | 54"23 |      |
| 5       | 2      | Kornelia Fiedkiewicz | Polonia     | 54"79 |      |
| 6       | 1      | Andrea Murez         | Israele     | 54"91 |      |
| 7       | 7      | Lena Kreundl         | Austria     | 55"07 |      |
| 8       | 8      | Minna Ábrahám        | Ungheria    | 55"11 |      |